# 66 a.C.
Il 66 a.C. (LXVI a.C. in numeri romani) è un anno  del I secolo a.C.

## Eventi
- Il tribuno Gaio Manilio emana la Lex Manilia, che dava a Pompeo pieni poteri per sconfiggere definitivamente Mitridate VI del Ponto. La guerra terminò soltanto nel 63 a.C., con la vittoria di Pompeo.[1]
- Marco Tullio Cicerone è eletto pretore